# K League 2 2018
K League 2 (en hangul, K리그2) es la segunda categoría del sistema de ligas de fútbol de Corea del Sur, adscrita a la Confederación Asiática de Fútbol. Es la división inmediatamente inferior a la K League Classic. Se disputa desde 2013 y en ella participan once equipos.

## Ascensos y descensos
|      | \| Pos. \| Ascendido a la K League 1 2019 \| \| ---- \| ------------------------------ \| \| 1.º \| Seongnam FC \| |
| Pos. | Ascendido a la K League 1 2019                                                                                     |
| 1.º  | Seongnam FC |

## Equipos participantes
| Equipo            | Ciudad              | Estadio                        | Capacidad |
| ----------------- | ------------------- | ------------------------------ | --------- |
| Ansan Greeners FC | Ansan (Gyeonggi)    | Estadio Ansan Wa~              | 35 000    |
| FC Anyang         | Anyang (Gyeonggi)   | Estadio de Anyang              | 18 216    |
| Asan Mugunghwa    | Asan (Chungcheong)  | Yi Sun-sin Stadium             | 19 283    |
| Bucheon FC 1995   | Bucheon (Gyeonggi)  | Estadio de Bucheon             | 34 545    |
| Busan IPark       | Busan               | Asiad de Busan                 | 53 864    |
| Daejeon Citizen   | Daejeon             | Estadio de Daejeon             | 40 000    |
| Gwangju FC        | Gwangju             | Estadio Mundialista de Gwangju | 44 118    |
| Seongnam FC       | Seongnam (Gyeonggi) | Tancheon Sports Complex        | 16 146    |
| Seoul E-Land      | Seúl                | Estadio Olímpico de Seúl       | 70 000    |
| Suwon FC          | Suwon (Gyeonggi)    | Complejo Deportivo de Suwon    | 11 808    |

## Tabla de posiciones
| Pos. | Equipo             | Pts. | PJ | G  | E  | P  | GF | GC | Dif. | Ascenso o descenso               |
| ---- | ------------------ | ---- | -- | -- | -- | -- | -- | -- | ---- | -------------------------------- |
| 1    | Asan Mugunghwa (C) | 72   | 36 | 21 | 9  | 6  | 54 | 27 | +27  |                                  |
| 2    | Seongnam FC        | 65   | 36 | 18 | 11 | 7  | 49 | 36 | +13  | Ascendido K League 1 2019        |
| 3    | Busan IPark        | 56   | 36 | 14 | 14 | 8  | 53 | 35 | +18  | Promoción K League 1/ K League 2 |
| 4    | Daejeon Citizen    | 53   | 36 | 15 | 8  | 13 | 47 | 44 | +3   | Promoción K League 1/ K League 2 |
| 5    | Gwangju FC         | 48   | 36 | 11 | 15 | 10 | 51 | 41 | +10  | Promoción K League 1/ K League 2 |
| 6    | FC Anyang          | 44   | 36 | 12 | 8  | 16 | 44 | 50 | −6   |                                  |
| 7    | Suwon FC           | 42   | 36 | 13 | 3  | 20 | 29 | 46 | −17  |                                  |
| 8    | Ansan Greeners FC  | 39   | 36 | 10 | 9  | 17 | 32 | 45 | −13  |                                  |
| 9    | Bucheon FC 1995    | 39   | 36 | 11 | 6  | 19 | 37 | 50 | −13  |                                  |
| 10   | Seoul E-Land       | 37   | 36 | 10 | 7  | 19 | 30 | 52 | −22  |                                  |

 Fuente: [cita requerida]
Criterios de clasificación: 1) puntos; 2) diferencia de goles; 3) número de goles marcados; 4) resultados entre los equipos en cuestión.

## Promoción K1/K2
Como Asan Mugunghwa, el primero en la tabla de posiciones, no recibió una licencia para la K League 1, se le negó la participación en el reducido.
Esto tuvo como consecuencia un cambio en los enfrentamientos: el tercero Busan IPark fue clasificado directamente a la segunda ronda, mientras que el cuartoDaejeon Citizen y el quinto Gwangju FC determinaron a su rival en dicha instancia en un cruce entre sí.

### Cuadro de desarrollo
|  | Primera ronda   | Primera ronda   | Primera ronda   |                 |   | Segunda ronda  | Segunda ronda  | Segunda ronda  |   |   | Final                         | Final                         | Final                         | Final                         |  |
|  | 28 de noviembre | 28 de noviembre | 28 de noviembre |                 |   | 1 de diciembre | 1 de diciembre | 1 de diciembre |   |   | 6 de diciembre 9 de diciembre | 6 de diciembre 9 de diciembre | 6 de diciembre 9 de diciembre | 6 de diciembre 9 de diciembre |  |
|  |                 |                 |                 |                 |   |                |                |                |   |   |                               |                               |                               |                               |  |
|  |                 |                 |                 |                 |   |                |                |                |   |   |                               |                               |                               |                               |  |
|  |                 |                 |                 |                 |   |                |                |                |   |   |                               |                               |                               |                               |  |
|  |                 |                 |                 |                 |   |                |                |                |   |   |                               |                               |                               |                               |  |
|  |                 |                 |                 |                 |   |                |                |                |   |   |                               |                               |                               |                               |  |
|  |                 |                 |                 |                 |   |                |                |                |   |   |                               |                               |                               |                               |  |
|  |                 |                 |                 |                 |   |                |                |                |   |   |                               |                               |                               |                               |  |
|  |                 |                 |                 |                 |   |                |                |                |   |   |                               |                               |                               |                               |  |
|  |                 |                 |                 |                 |   |                |                |                |   |   |                               |                               |                               |                               |  |
|  |                 |                 |                 |                 |   |                |                |                |   |   |                               |                               |                               |                               |  |
|  |                 |                 |                 |                 |   |                |                |                |   |   |                               |                               |                               |                               |  |
|  |                 |                 |                 |                 |   |                | K1 11          | FC Seoul       | 3 | 1 |                               |                               |                               |                               |  |
|  |                 |                 |                 |                 |   |                |                |                | 3 | 1 |                               |                               |                               |                               |  |
|  |                 |                 | K2 3            | Busan IPark     | 1 | 1              |                |                |   |   |                               |                               |                               |                               |  |
|  |                 |                 | K2 3            | Busan IPark     | 1 | 1              |                |                |   |   |                               |                               |                               |                               |  |
|  |                 |                 |                 |                 |   |                |                |                |   |   |                               |                               |                               |                               |  |
|  |                 |                 |                 |                 |   |                |                |                |   |   |                               |                               |                               |                               |  |
|  |                 | K2 3            | Busan IPark     | 3               |   |                |                |                |   |   |                               |                               |                               |                               |  |
|  |                 |                 |                 | 3               |   |                |                |                |   |   |                               |                               |                               |                               |  |
|  |                 |                 | K2 4            | Daejeon Citizen | 0 |                |                |                |   |   |                               |                               |                               |                               |  |
|  | K2 4            | Daejeon Citizen | K2 4            | Daejeon Citizen | 0 | 1              |                |                |   |   |                               |                               |                               |                               |  |
|  | K2 4            | Daejeon Citizen |                 |                 |   |                |                |                |   |   |                               |                               |                               |                               |  |
|  | K2 5            | Gwangju FC      | 0               |                 |   |                |                |                |   |   |                               |                               |                               |                               |  |
|  | K2 5            | Gwangju FC      | 0               |                 |   |                |                |                |   |   |                               |                               |                               |                               |  |
|  |                 |                 |                 |                 |   |                |                |                |   |   |                               |                               |                               |                               |  |